# 경기체육고등학교
경기체육고등학교(京畿體育高等學校)는 대한민국 경기도 수원시 장안구 천천동에 위치한 공립 고등학교이다.

## 학교 연혁
- 1994년 11월 1일 : 경기체육고등학교 설립 인가(6학급, 학급당 50명)
- 1995년 3월 1일 : 초대 신융선 교장 취임
- 1995년 3월 10일 : 제1회 신입생 입학식(86명)
- 1998년 2월 10일 : 제1회 졸업장 수여식(69명)
- 2000년 7월 1일 : 다이빙장 개관
- 2002년 5월 30일 : 양궁장 확장 개장
- 2011년 3월 2일 : 교육과학기술부지정 학교체육 정책 연구학교 운영
- 2023년 3월 1일 : 제10대 김호철 교장 취임
- 2024년 1월 4일 : 제27회 졸업장 수여식 (72명) 총 2,323명 배출
- 2024년 3월 4일 : 제30회 경기체육고등학교 신입생 입학식(3학급 88명)

## 설치 학과
- 스포츠경기과

## 참고 자료
- 경기체육고등학교 - 한국교육학술정보원 학교알리미